# Jelena Bonnerová
Jelena Georgijevna Bonnerová (rusky Елена Георгиевна Боннэр; 15. února 1923 Merv, Chórezmská LSR – 18. června 2011 Boston, Massachusetts, USA) byla sovětská disidentka a aktivistka v oblasti lidských práv, manželka sovětského fyzika Andreje Sacharova.

## Život
Narodila se v sovětském Turkmenistánu jako Lusik Alichanova, dcera arménského prominentního komunisty a tajemníka Kominterny Georgije Alichanova (původním jménem Gevork Alichanjan) a židovské komunistické aktivistky Ruth Bonnerové. Měla mladšího bratra Igora, který se stal námořním důstojníkem. Oba její rodiče byli v roce 1937 zatčeni v průběhu Stalinovy „Velké čistky“; její otec byl popraven a matka strávila 8 let v táboru nucených prací v Karagandě (Kazachstán) a poté musela žít na přikázaném místě (vnitřní vyhnanství). Obětí Stalinovy čistky se stal i Jelenin strýc Matvěj Bonner, který byl jako 41letý popraven, a jeho žena, která rovněž musela žít na přikázaném místě. Po Stalinově smrti v r. 1953 byli všichni čtyři zproštěni obvinění (rehabilitováni).
Již ve 40. letech se Jelena snažila pomáhat rodinám politických vězňů. Za II. světové války sloužila jako zdravotní sestra a byla dvakrát zraněna a v roce 1946 byla s poctami propuštěna z armády jako válečný invalida. Po válce vystudovala pediatrii na I. Leningradském lékařském institutu a v roce 1965 vstoupila do Komunistické strany Sovětského svazu. V té době již byla provdána za svého spolužáka z lékařského institutu Ivana Semjonova, se kterým měla dvě děti: Taťjánu a Alexeje.
Na sklonku 60. let se stala aktivistkou sovětského hnutí za lidská práva a v roce 1968 byla jednou z těch, kdo podporovaly osoby zatčené za to, že demonstrovaly na Rudém náměstí v Moskvě proti potlačení pražského jara sovětskými tanky. (Za tuto solidaritu s Československem jí byl v roce 2003 udělen Řád T.G. Masaryka II. třídy.) Pronásledování ze strany státních orgánů a státních tajných služeb (KGB) zatěžovalo život její rodiny a mělo za následek rozvod a později i vystěhování dětí do Spojených států (v roce 1977 a 1978).
Boj za lidská práva sblížil Jelenu s Andrejem Sacharovem – otcem sovětské vodíkové bomby a bojovníkem za lidská práva, který v roce 1969 ovdověl. V roce 1972 se Jelena za Sacharova, vdovce se třemi dětmi (dvě dcery a syn), provdala. V roce 1975 dovolil sovětský režim Jeleně vycestovat na Západ, aby podstoupila operaci svého válečného zranění oka. V témže roce byl Sacharov vyznamenán Nobelovou cenou míru, avšak sovětský režim mu zakázal vycestovat, aby mohl tuto cenu převzít. Jelena, která byla v té době lékařsky ošetřována v Itálii, zajela do Osla a převzala cenu pro svého manžela.
V roce 1976 se Bonnerová stala zakládající členkou Moskevské helsinské skupiny. Od ledna 1980, kdy byl Sacharovovi přikázán pobyt v Gorkém - městě uzavřeném pro cizince, stala se vyčerpaná a veřejně odsuzovaná Bonnerová jediným Sacharovovým spojením se světem. Cestovala mezi Moskvou a Gorkým s jeho dopisy. V roce 1981 drželi Sacharov a Bonnerová nebezpečnou ale nakonec úspěšnou hladovku, dík které Jelenina snacha Jelizaveta Alexejeva dostala od úřadů výjezdní vízum, aby se mohla odjet do Spojených států ke svému manželovi Alexeji Semjonovovi. V dubnu 1984 však byla Bonnerová zatčena za „antisovětskou agitaci a propagandu“ a odsouzena k pětiletému exilu v Gorkém. Sacharovovy dlouhé a bolestné hladovky přiměly nakonec nového sovětského vůdce Michaila Gorbačova, aby povolil Bonnerové cestu do Spojených států, kde podstoupila srdeční operaci zavádějící šestinásobný bypass.
V prosinci 1986 dovolil Gorbačov Sacharovovi a Bonnerové návrat do Moskvy. O tři roky později - 14. prosince 1989 - však Sacharov umírá. V reakci na to Bonnerová zakládá Nadaci Andreje Sacharova a také Sacharovův archiv v Moskvě.
Bonnerová zůstala upřímným stoupencem demokracie a lidských práv v Rusku i na celém světě. Připojila se k obráncům ruského parlamentu Dumy v době srpnového puče (1991) a podpořila Borise Jelcina v době ústavní krize v roce 1993. Na protest proti tomu, co nazvala „genocidou čečenského lidu“, odstoupila v roce 1994 z Jelcinova Výboru pro lidská práva a stala se otevřeným odpůrcem ruského vojenského zasahování v Čečně a kritikem Kremlu, do kterého se prý pod vládou Putina vrací „kágébácké autoritářství“. Byla také kritická ke způsobu řešení izraelsko-palestinského konfliktu a vyjádřila obavy ze vzestupu antisemitismu v Evropě. Bonnerová byla prvním signatářem antiputinského manifestu „Putin musí odejít“ zveřejněného 10. března 2010 a pokračujícího v sériích demonstrací.
Poslední roky svého života dělila mezi Moskvu a Spojené státy, kde žily její dvě děti, pět vnuků a jeden pravnuk.
Bonnerová byla pohřbena po boku svého druhého manžela na hřbitově Vostrjakovo v Moskvě. Rodina vyzvala účastníky pohřbu, aby na obřad nenosili květiny, aby raději věnovali příspěvek Nadaci Andreje Sacharova.